# František II. Druget
František II. Druget(h) (maďarsky II. Drugeth Ferenc * ? - † 1540) byl uherský šlechtic, člene rodu Drughetů.

## Život
Víme o něm, že v roce 1520 byl komorníkem krále Ludvíka II. Po jeho smrti roku (1526) nastává v Uhersku dvojvládí. Po korunovaci Ferdinanda I. Habsburského se František II. Druget dohodl s Janem Zápolským (který se také nejprve v Tokaji, později 10. listopadu i ve Stoličném Bělehradě dal prohlásit uherským králem), že svolají obce z Horních Uher do Humenného na společnou poradu. Dozvídáme se o tom z jeho dopisu, který napsal v Užhorodě v roce 1527
"Aby všechna představenstva vyslala dva vybrané muže, moudrého ducha, v úterý po Květné neděli do Humenného. dáno v Užhorodě, v úterý po zahájení půstu, roku 1527."
Tato porada se pravděpodobně neuskutečnila, protože Ferdinand tento problém dvou vládců začal řešit vojenskou cestou. O postoji Františka II. Drugeta zanechal kronikář tuto zprávu:
"V sobotu 23.5 (1528) se k nám dostala zpráva, že František Humenský, jehož Katzianer přijal na milost, protože se písemně zavázal být na straně Královského Veličenstva Ferdinanda, ale pak se znovu od něj odtrhl, je se všemi svými lidmi při Janovi Zápolském. Přesunul se za Tisu a varadského biskupa (Imricha) Cibáka i celý kraj za Tisou získal pro vévodu Jana Zápolského a proti našemu králi Ferdinandovi. "
František II. Druget zůstal věrný Zápolskému a jako voják bojoval po jeho boku např. u městečka Tokaj, u Seni (u Košic, 8. března 1528). Během bitvy u Seni utrpěl Zápolský velkou porážku. Při útěku do Polska se uchýlil na panství pana Jana z Tarnova a do Uher se znovu vrátil s vojskem. Když Jan Zápolský utekl do Polska, mezitím se František II. Druget rozhodl pomstít se těm, kteří zavinili porážku jeho pána. Začal pustošit celou severní část zemplínské stolice a dostal se do rozporu i s vlastními sourozenci, kteří byli váhaví. Svého bratra Štěpána IV. pronásledoval na hrad Brekov a následně na hrad Čičva. Při tomto jeho násilí byly na hradě zničeny i archivní materiály vznešených rodin a samotné zemplínské stolice. O následujících událostech se dozvídáme ze Sperfolgovy kroniky následující:
"Pak ovšem 28. října (1528) přišel dopis z Bardějova a z Ľubovenského hradu od Krupecka, že vévoda Jan zaručeně před dvěma dny přihnal s početným vojskem do Humenného. Jeho vlastní vojsko má 1100 mužů, je tam množství polských vojáků a velké vojenské oddíly přišly i z Uherska. Pokud vezmeme v úvahu, že se k němu přidalo i vojsko dalších míst, měl 28. října v Humenném kolem 9000 mužů. Chce namířit na Prešov a na Sabinov, a samozřejmě i na Levoču, na kterou se ze všech míst nejvíce vzteká a nenávidí ji."

### Závěr života
Františku II. Drugetovi se na závěr života podařilo přimět Jana Zápolského k uzavření míru s Ferdinandem Habsburským. To bylo už jeho poslední výraznější vystoupení v politickém životě. František II. Druget zemřel v roce 1540.
Zůstalo ještě jeho pět bratrů - Jiří I., Imrich I., Štěpán IV., Antonín I., a Gabriel I. Ani jeden z nich se již nevyrovnal politické aktivitě Františka II. Imrich I. byl více nakloněn na stranu Ferdinanda, což je pochopitelné, protože měl za manželku Bebekovnu. Rodina Bebekova dostala majetky od Ferdinanda a následně opustila stranu Zápolského. Imrich I. se angažoval spolu se svými bratry Antonínem I. a Gabrielem I. zvláště v roce 1541, aby došlo ke sjednocení země v čele s Ferdinandem.